# IC 5273
IC 5273 је спирална галаксија у сазвјежђу Ждрал која се налази на листи објеката дубоког неба у Индекс каталогу.
Деклинација објекта је - 37° 42' 19" а ректасцензија 22h 59m 26,7s. Привидна величина (магнитуда) објекта IC 5273 износи 11,2 а фотографска магнитуда 11,9. Налази се на удаљености од 17,059 милиона парсека од Сунца. IC 5273 је још познат и под ознакама ESO 346-22, MCG -6-50-20, IRAS 22566-3758, PGC 70184.